# Dimitar Sergyuv
 (février 2024).
Si vous disposez d'ouvrages ou d'articles de référence ou si vous connaissez des sites web de qualité traitant du thème abordé ici, merci de compléter l'article en donnant les références utiles à sa vérifiabilité et en les liant à la section « Notes et références ».
 (mars 2021).
Dimitar Sergyuv, dit Ousta Dimitar Sergyuv (en bulgare : Уста Димитър Сергюв), serait né en 1792 ou plus probablement en 1805 à Bouchoukovtsi (municipalité de Dryanovo, Bulgarie) et décédé vers 1865 à Tryavna (Bulgarie). Il fut un des maîtres-artisans (architecte) de la Renaissance bulgare.
Il commence son apprentissage auprès de son père avec lequel il continue à travailler par la suite. Sa famille déménage en 1830 à Tryavna et Dimitar Sergyuv se met à son compte. Il construit, essentiellement dans sa ville mais aussi dans la région, de nombreuses maisons typiques de la renaissance bulgare, des églises, des bâtiments officiels et quelques ponts. Dans les années 1830 il obtient le titre d'architecte.